# Gorno Novkovo, Tărgoviște
Gorno Novkovo (în bulgară Горно Новково) este un sat în comuna Omurtag, regiunea Tărgoviște,  Bulgaria. 

## Demografie
Componența etnică a satului Gorno Novkovo
     Turci (5,15%)
     Bulgari (90,72%)
     Nicio identificare (4,12%)
     Altele (0%)
La recensământul din 2011, populația satului Gorno Novkovo era de 194 locuitori. Din punct de vedere etnic, majoritatea locuitorilor (90,72%) erau bulgari, cu o minoritate de turci (5,15%). Pentru 4,12% din locuitori nu este cunoscută apartenența etnică.